# Nigel Birkett
Nigel Birkett   (Broughton in Furness, 11 de març de 1954) és un comerciant de motocicletes i antic pilot de trial anglès. Durant la dècada del 1970 va ser un dels competidors més destacats del Campionat del Món de trial, primer com a oficial de Suzuki i després de Montesa, Fantic i Yamaha. Entre altres èxits, va guanyar set campionats britànics del Centre-Nord (Northern centre Championship), una edició de l'Scott Trial (1984) i dues dels Dos Dies de Trial de Man (1985 i 1988).
Actualment, Birkett segueix competint regularment en trials emblemàtics com ara l'Scott Trial o els Sis Dies d'Escòcia. A banda, és l'importador per al Regne Unit de les motocicletes Scorpa i dirigeix un establiment comercial al seu poble, Broughton-in-Furness (Cúmbria), on ofereix servei oficial d'aquesta marca i de Yamaha.

## Trajectòria esportiva
Nigel Birkett va mostrar interès per les motocicletes des de ben petit. Cap al 1962, a vuit anys, va començar a practicar amb una antiga James pel pati de casa seva i quan en tenia tretze, cap al 1967, va guanyar la seva primera cursa de motocròs en categoria schoolboy amb una Suzuki 80cc preparada per ell mateix. El seu pare li va comprar llavors una Yamaha 125cc espatllada i Nigel la va convertir en una motocicleta de motocròs, amb la qual va guanyar diverses curses durant les dues temporades següents. La següent moto que li van comprar ja va ser un autèntic model de motocròs, concretament una Dalesman amb motor Puch de 125cc. Amb aquesta moto fou subcampió britànic en categoria schoolboy. Tot seguit va pujar a la categoria senior, on va obtenir nombrosos èxits. Durant aquella temporada va decidir participar també en alguna prova de trial durant l'hivern per tal de mantenir-se en forma i va demostrar un talent innat en aquesta altra modalitat.
El 1969, a l'edat de quinze anys, Birkett va començar a fer d'aprenent al taller d'Eddie Crooks (antic pilot de motociclisme que el 1963 havia esdevingut un dels primers distribuïdors de Suzuki al Regne Unit), a Barrow-in-Furness. Allà, Nigel Birkett va convertir en hores mortes una antiga Suzuki B120 mig desballestada en un model competitiu de trial. Amb aquella "Crooks Suzuki" va obtenir nombrosos èxits en proves de trial locals i el 1971, a disset anys, hi va debutar als Sis Dies d'Escòcia de Trial. L'any següent, 1972, Birkett va estrenar una OSSA MAR que li va proporcionar Eddie Crooks i va estar a punt d'obtenir-hi un Special First Class Award als Sis Dies d'Escòcia. Va ser la darrera temporada en què combinava trial i motocròs, ja que en no aconseguir cap resultat destacable en la segona modalitat (aquell any va pilotar-hi una ČZ 250cc i una Suzuki 400cc), va decidir dedicar-se en exclusiva al trial amb l'OSSA.
Gràcies a la seva progressió, a mitjan temporada de 1974 el va fitxar Don Smith, el director de l'equip de trial de Kawasaki. Birkett va debutar amb la verda Kawasaki KT en un trial de Yorkshire i hi va quedar sisè, cosa que li va valdre poder participar en quatre proves del Campionat d'Europa de trial amb la marca japonesa. Kawasaki li va exigir, però, que aconseguís com a mínim un punt si volia continuar a l'equip durant la temporada del 1975. Tot i aconseguir-ho en quedar desè a la quarta prova on participava, el Trial de Suïssa, Kawasaki va voler renegociar el seu contracte molt a la baixa i sense opció de seguir el mundial, cosa que Birkett va rebutjar i va tornar amb Crooks i a la seva OSSA, amb la qual va seguir obtenint bons resultats a Anglaterra.

### 1975-1977: L'etapa Suzuki
Poc abans dels Sis Dies d'Escòcia de 1975, l'importador de Suzuki al Regne Unit Graham Beamish va oferir una Suzuki RL 250 a Eddie Crooks i Birkett, després de provar-la, va decidir deixar l'OSSA i entrar a l'equip Suzuki Beamish, on tindria per company el futur pilot oficial d'OSSA John Metcalfe. Més tard, Beamish els va proporcionar a tots dos sengles RL 325 acabades d'arribar del Japó. L'èxit de Birkett als Sis Dies d'Escòcia de 1975 fou remarcable: el tercer dia anava segon a només un punt del líder, Yrjö Vesterinen, i finalment acabà en vuitena posició per culpa de problemes mecànics. Beamish li va oferir llavors un contracte de dos anys i una nova RL 325 millorada, amb la qual Birkett va obtenir bons resultats al mundial aquella temporada, el millor dels quals un segon a Suïssa, i acabà el campionat en onzena posició final.
El 1976, després d'una caiguda en un trial de pretemporada, encara va poder acabar vuitè tant als Sis Dies d'Escòcia com al mundial i va guanyar una prova del campionat britànic. En col·laboració amb Graham Beamish, va desenvolupar un nou prototip de trial que fou la base de la futura Beamish Suzuki RL 250S. El 1977 va acabar novè al mundial amb la Suzuki 325. A final de temporada, però, es va trobar sense equip perquè Beamish va esmerçar tot el seu pressupost en fitxar un dels millors pilots de l'època per a la temporada següent, l'oficial de Montesa Malcolm Rathmell.

### 1978-1982: Montesa i Fantic

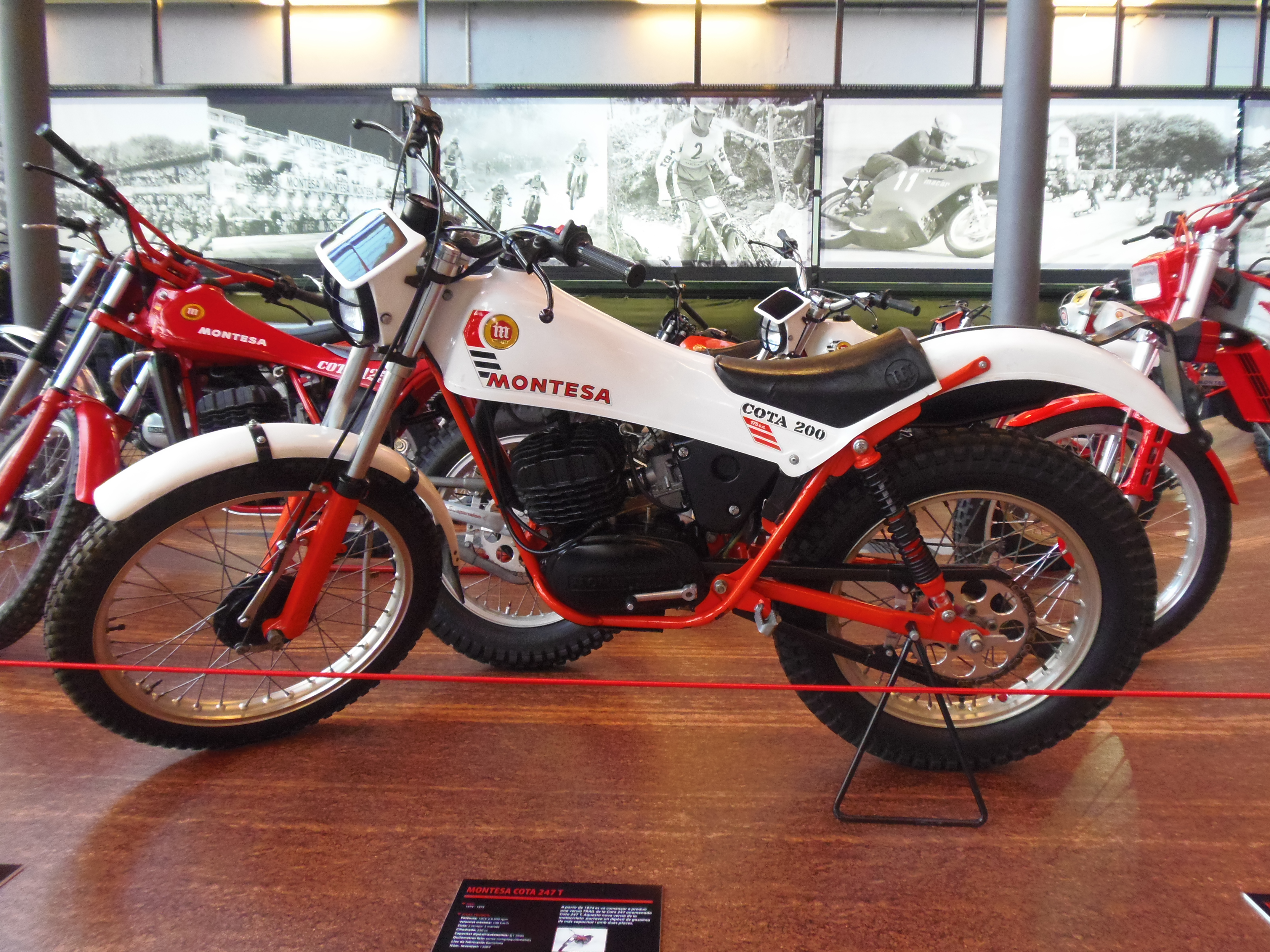
La Montesa Cota 200

Per tal de compensar la sortida de Rathmell, l'importador de Montesa al Regne Unit, Jim Sandiford, va oferir un contracte de dos anys a Nigel Birkett per a pilotar la Cota 348. La seva primera temporada amb la moto catalana, 1978, Birkett va guanyar nombroses proves de prestigi al Regne Unit i va acabar el mundial en dissetena posició. La temporada següent, 1979, va quedar decebut amb el rendiment de la nova Cota 349, tot i que encara hi va assolir un tercer lloc al Trial dels Països Baixos i va acabar el mundial en dotzena posició final. Quan Montesa va llançar la nova Cota 200 el 1980, Birkett va decidir de provar-la i el resultat va ser sorprenent: amb aquella lleugera i blanca moto, l'anglès va guanyar dues proves del campionat britànic i va acabar cinquè a l'Scott Trial.
Acabada la temporada del 1980, tant Italjet com Jim Sandiford li van oferir nous contractes, però finalment Birkett es decantà per Fantic en disposar aquesta marca d'un model de petita cilindrada (156 cc) equiparable a la Cota 200. Amb la Fantic va ser sisè als Sis Dies d'Escòcia però al mundial, la petita 156 no estava a l'alçada. L'arribada de la nova Fantic 240 a l'agost el va permetre millorar i a l'hivern va poder aconseguir el segon lloc i el millor temps final a l'Scott Trial.

### 1983-1994: Els anys amb Yamaha

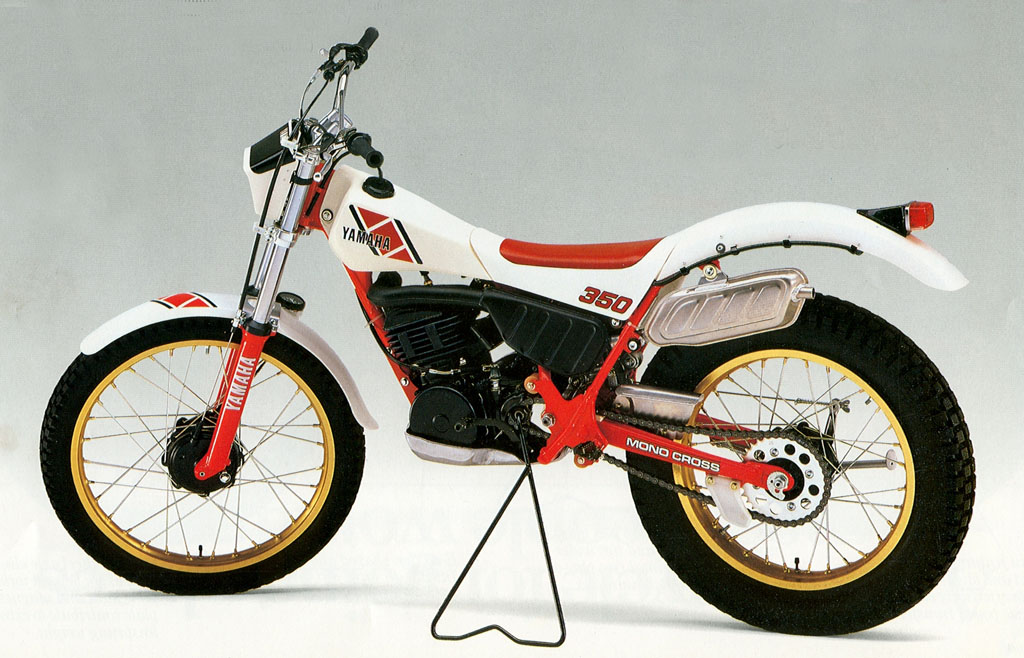
La TY 350 Monoshock de 1986, un dels nombrosos models de Yamaha que pilotà Birkett

A finals de 1982 les seves relacions amb Fantic havien empitjorat i, aprofitant l'amistat que l'unia amb John Shirt, va provar una de les seves Yamaha Majesty 250 S. De cara al 1983, Shirt el fitxà per al seu equip Majesty i al febrer, Birkett fou convidat al Japó per a provar la nova Yamaha. L'anglès, amb gran experiència en el desenvolupament de motocicletes, introduí diverses millores a aquella Yamaha TY 350, un model revolucionari que incorporava un nou sistema de suspensió posterior amb mono-amortidor ("Monoshock") que representà un punt d'inflexió en l'evolució tecnològica de les motocicletes de trial.
Un cop tornat a Anglaterra, Birkett va obtenir-hi molt bons resultats amb la Yamaha Majesty, el més destacat dels quals fou la victòria a l'Scott Trial de 1984 (la primera d'una motocicleta japonesa en aquesta emblemàtica prova). Nigel Birkett va continuar amb Yamaha durant 10 anys més, fins que va aparèixer la TYZ refrigerada per aigua. Com que aquella moto no li agradà, va decidir de construir-ne una de pròpia aprofitant el motor TYZ i altres components de la Yamaha. Aquella moto artesanal es va conèixer com a "Birkett".

### Retirada
El 1987, mentre seguia en actiu a les competicions, Nigel Birkett va obrir una botiga de motocicletes de trial a Broughton-in-Furness, "Birkett Moto Sport". Cap al 2000, Scorpa s'interessà per la motocicleta "Birkett" i el 2005, l'anglès va esdevenir l'importador oficial de la marca occitana al Regne Unit. Birkett ha col·laborat durant anys anys en el desenvolupament i millora dels models de trial d'aquesta marca, entre ells els famosos SY, dotats del clàssic motor Yamaha. El 2011 va afegir una altra representació exclusiva al seu negoci, en aquest cas de la renascuda Ossa.
A data de 2013, Birkett seguia involucrat en l'escena del trial britànic i patrocinava joves pilots tant amb Scorpa com amb Ossa, alhora que seguia participant anualment als Sis Dies d'Escòcia. Des del seu llunyà debut el 1971, no s'ha perdut cap edició d'aquesta prova i ha aconseguit acabar-la sempre.

## Vida personal
Nigel Birkett es va casar el 1990 amb la June, la seva xicota des del 1985, i tots dos dirigeixen plegats la seva botiga de Broughton-in-Furness. El matrimoni té dos fills, Zack i Paige.

## Palmarès en Trial
Font:
| 1974 | OSSA/Kawasaki | 26è | ?  |                      |  |  |  |  |
| 1975 | Suzuki        | 11è | 5è |                      |  |  |  |  |
| 1976 | Suzuki        | 8è  | 7è |                      |  |  |  |  |
| 1977 | Suzuki        | 9è  | 7è |                      |  |  |  |  |
| 1978 | Montesa       | 17è | 5è |                      |  |  |  |  |
| 1979 | Montesa       | 12è | 5è |                      |  |  |  |  |
| 1980 | Montesa       | 30è | 4t |                      |  |  |  |  |
| 1981 | Fantic        | -   | 4t | 2n al Scott Trial    |  |  |  |  |
| 1982 | Fantic        | -   | ?  |                      |  |  |  |  |
| 1983 | Yamaha        | -   | 5è |                      |  |  |  |  |
| 1984 | Yamaha        | -   | ?  | 1r al Scott Trial    |  |  |  |  |
| 1985 | Yamaha        | -   | ?  | 1r als 2 Dies de Man |  |  |  |  |
|      |               |     |    |                      |  |  |  |  |
| 1988 | Yamaha        | -   | -  | 1r als 2 Dies de Man |  |  |  |  |

1. ↑  Fins al 1974 el Campionat era d'Europa, i a partir de 1975 va passar a anomenar-se Campionat del Món